# Discografia de Selena Gomez & the Scene
A discografia de Selena Gomez & the Scene, uma banda de origem norte-americana, consiste em três álbuns de estúdio, um álbum de remix, sete singles e sete vídeos musicais. Formada no final de 2008, tem como membros a cantora Selena Gomez nos vocais, Joey Clemente no baixo, Greg Garman na bateria e Forrest Dane nos teclados.
Kiss & Tell, o primeiro álbum da banda foi lançado nos Estados Unidos no dia 29 de Setembro de 2009. O álbum estreou na nona posição da Billboard 200, e em Março de 2010, recebeu o certificado de disco de ouro pela RIAA. O primeiro single do álbum, "Falling Down", não teve muito êxito nos EUA, estreando na octogésima segunda colocação. "Naturally", o segundo single, atingiu o topo da tabela de singles da Hot Dance Club Songs, e alcançou o vigésimo nono lugar na Billboard Hot 100. Mais tarde, recebeu os certificados de platina pela RIAA e pela CRIA.
O segundo álbum de estúdio, A Year Without Rain, foi lançado em 2010. Alcançou o quarto lugar da Billboard 200, e recebeu o certificado de disco de ouro pela RIAA pelas vendas acima de 1 milhão de cópias. O álbum foi um enorme sucesso comercial a nível internacional recebendo os certificados de ouro e platina em diversos países. Dois singles foram lançados, "Round & Round" e "A Year Without Rain", ambos fizeram enorme sucesso na Hot Dance Club Songs.
O terceiro álbum de estúdio da banda, When the Sun Goes Down, foi lançado em Junho de 2011 e teve seu pico na terceira posição da Billboard 200 vendendo 178 mil cópias na semana de seu lançamento. When the Sun Goes Down vendeu mundialmente mais de 1.9 milhões de cópias. No Brasil o álbum, foi certificado pelo ABPD como disco de ouro.
O primeiro single do álbum, "Who Says", teve o seu pico na vigésima primeira posição da Billboard Hot 100. O segundo, "Love You Like a Love Song", teve o seu pico na vigésima segunda posição nos EUA, ambos receberam o certificado de disco de platina pela RIAA.

## Álbuns

### Álbuns de Estúdio
| Álbum                                                        | Melhores posições | Melhores posições | Melhores posições | Melhores posições | Melhores posições | Melhores posições | Melhores posições | Melhores posições | Melhores posições | Melhores posições | Vendas                                   | Certificações                       |
| Álbum                                                        | EUA               | ALE               | AUS               | AUT               | CAN               | FRA               | IRL               | NZ                | SWI               | UK                | Vendas                                   | Certificações                       |
| ------------------------------------------------------------ | ----------------- | ----------------- | ----------------- | ----------------- | ----------------- | ----------------- | ----------------- | ----------------- | ----------------- | ----------------- | ---------------------------------------- | ----------------------------------- |
| Kiss & Tell - Gravadora: Hollywood                           | 9                 | 5                 | 18                | 1                 | 12                | 14                | 6                 | 13                | 20                | 12                | - : + 950,000 - : + 24,000 - : 1,500,000 | - ARG: Ouro - CAN: Ouro             |
| A Year Without Rain - Gravadora: Hollywood                   | 4                 | 10                | 15                | 12                | 1                 | 12                | 25                | 12                | 22                | 14                | - : + 820,000 - : + 36,000 - : 1,200,000 | - ARG: Ouro - BRA: Ouro - MEX: Ouro |
| When the Sun Goes Down - Gravadora: Hollywood                | 3                 | 9                 | 4                 | 4                 | 1                 | 4                 | 6                 | 2                 | 13                | 15                | - : + 800,000 - : + 30,000 - : 1,400,000 | - ARG: Ouro                         |
| "—" representa álbuns não posicionados nas paradas musicais. |                   |                   |                   |                   |                   |                   |                   |                   |                   |                   |                                          |                                     |

### Remix
| Ano  | Álbum |
| ---- | --- |
| 2010 | The Club Remixes - Lançado: 21 de Dezembro de 2010 (Somente nos EUA) - Formatos: download digital - Gravadora: Hollywood |

## Singles
| Ano  | Título                      | Melhores posições | Melhores posições | Melhores posições | Melhores posições | Melhores posições | Melhores posições | Melhores posições | Melhores posições | Melhores posições | Melhores posições | Certificações                                                    | Álbum                  |
| Ano  | Título                      | EUA               | EUA Dance         | ALE               | AUS               | AUT               | BEL (Fl)          | BEL (Wa)          | CAN               | IRE               | UK                | Certificações                                                    | Álbum                  |
| ---- | --------------------------- | ----------------- | ----------------- | ----------------- | ----------------- | ----------------- | ----------------- | ----------------- | ----------------- | ----------------- | ----------------- | ---------------------------------------------------------------- | ---------------------- |
| 2009 | "Falling Down"              | 82                | —                 | —                 | —                 | —                 | —                 | —                 | 69                | —                 | —                 | - RIAA: Ouro                                                     | Kiss & Tell            |
| 2009 | "Naturally"                 | 29                | 1                 | 14                | 46                | 37                | 7                 | 10                | 18                | 7                 | 7                 | - CRIA: Platina - RIAA: 4× Platina                               | Kiss & Tell            |
| 2010 | "Round & Round"             | 24                | 2                 | 52                | 80                | 62                | 19                | —                 | 51                | 44                | 47                | - : 4× Platina - : Platina                                       | A Year Without Rain    |
| 2010 | "A Year Without Rain"       | 35                | 1                 | 56                | 78                | —                 | 3                 | —                 | 30                | —                 | 78                | - ARIA: Ouro - RIAA: 2× Platina                                  | A Year Without Rain    |
| 2011 | "Who Says"                  | 21                | 1                 | 44                | 57                | 62                | 8                 | —                 | 17                | 36                | 51                | - : Platina - RIAA: 3× Platina - : Platina - RIANZ: Ouro         | When the Sun Goes Down |
| 2011 | "Love You Like a Love Song" | 22                | 1                 | —                 | 48                | —                 | 15                | 14                | 10                | 49                | 58                | - RIAA: 4× Platina - : Platina - ARIA: Ouro - : Ouro - : Platina | When the Sun Goes Down |
| 2012 | "Hit The Lights"            | 103               | —                 | —                 | —                 | —                 | 11                | —                 | 55                | —                 | —                 | - RIAA: Platina                                                  | When the Sun Goes Down |

## Videoclipes
| Ano  | Título                      | Diretor(es)                      | Álbum                  |
| ---- | --------------------------- | -------------------------------- | ---------------------- |
| 2009 | "Falling Down"              | Chris Dooley                     | Kiss & Tell            |
| 2009 | "Naturally"                 | Chris Dooley                     | Kiss & Tell            |
| 2010 | "Round & Round"             | Philip Andelman                  | A Year Without Rain    |
| 2010 | "A Year Without Rain"       | Chris Dooley                     | A Year Without Rain    |
| 2011 | "Who Says"                  | Chris Appleabaum                 | When the Sun Goes Down |
| 2011 | "Love You Like A Love Song" | Geremy Jasper & Georgie Greville | When the Sun Goes Down |
| 2011 | "Hit the Lights"            | Philip Andelman                  | When the Sun Goes Down |

## Turnês
| Ano     | Apresentações | Turnê                                     |
| ------- | ------------- | ----------------------------------------- |
| 2009-10 | 19            | Selena Gomez & the Scene: Live in Concert |
| 2010-11 | 18            | A Year Without Rain Tour                  |
| 2011-12 | 60            | We Own the Night Tour                     |